# شيرلي باسي
السيدة شيرلي فيرونيكا باسي، (مواليد 8 يناير 1937) هي مغنّية ويلزية بدأت الغناء في منتصف عقد 1950، اشتهرت بتسجيل أغنيات أفلام جيمس بوند وهي الماس للأبد (1971)، أصبع الذهب (1964)، حاصد القمر (1979).
عام 2000، قدمّت الملكة إليزابيث الثانية رتبة الإمبراطورية البريطانية، نظراً لإسهاماتها في مجال الفنون الأدائية. عام 1977، تسلّمت جائزة بريت لأفضل فنانة بريطانية في غناء السولو في السنوات الخمسة والعشرون الماضية. اعتُبرت شيرلي "إحدى أكثر المؤدّيات الصوتيات البريطانيات شعبيةً خلال النصف الأخير من القرن العشرين""

## حياتها
كانت شيرلي فيرونيكا باسي الطفلة السادسة والأصغر بين أطفال هنري باسي وإليزا جين ستارت، ولدت في شارع بوت في خليج تايغر في كارديف، ويلز؛ ونشأت في مجتمع سبلوت المجاور. في ذلك الوقت، كان خليج تايغر أحد أكبر الموانئ في العالم، وكان متعدد العرقيات. كان والد شيرلي من نيجيريا وأمها كانت إنجليزية من تيسايد. كان لشيرلي 3 أخوات، اثنتان أخوات من أمها فقط وشقيق واحد.
لاحظ المدرسون والطلاب في مدرسة طريق مورلاند أن صوت شيرلي يتميّز بالقوة، لكنهم لم يدعموها بالتشجيع... فقد قالت أنهم كانوا يطلبون منها الصمت في جوقة المدرسة. حتى أن المدرّس كان يطلب منها الانسحاب من الجوقة، لكنها كانت تغنّي في الممرات. بعد أن غادرت المدرسة في سن 14، وجدت شيرلي وظيفة عاملة في مصنع ومغنية في النوادي في الليل وفي عطل نهاية الأسبوع.

## العمل

### 2000–حتى الآن

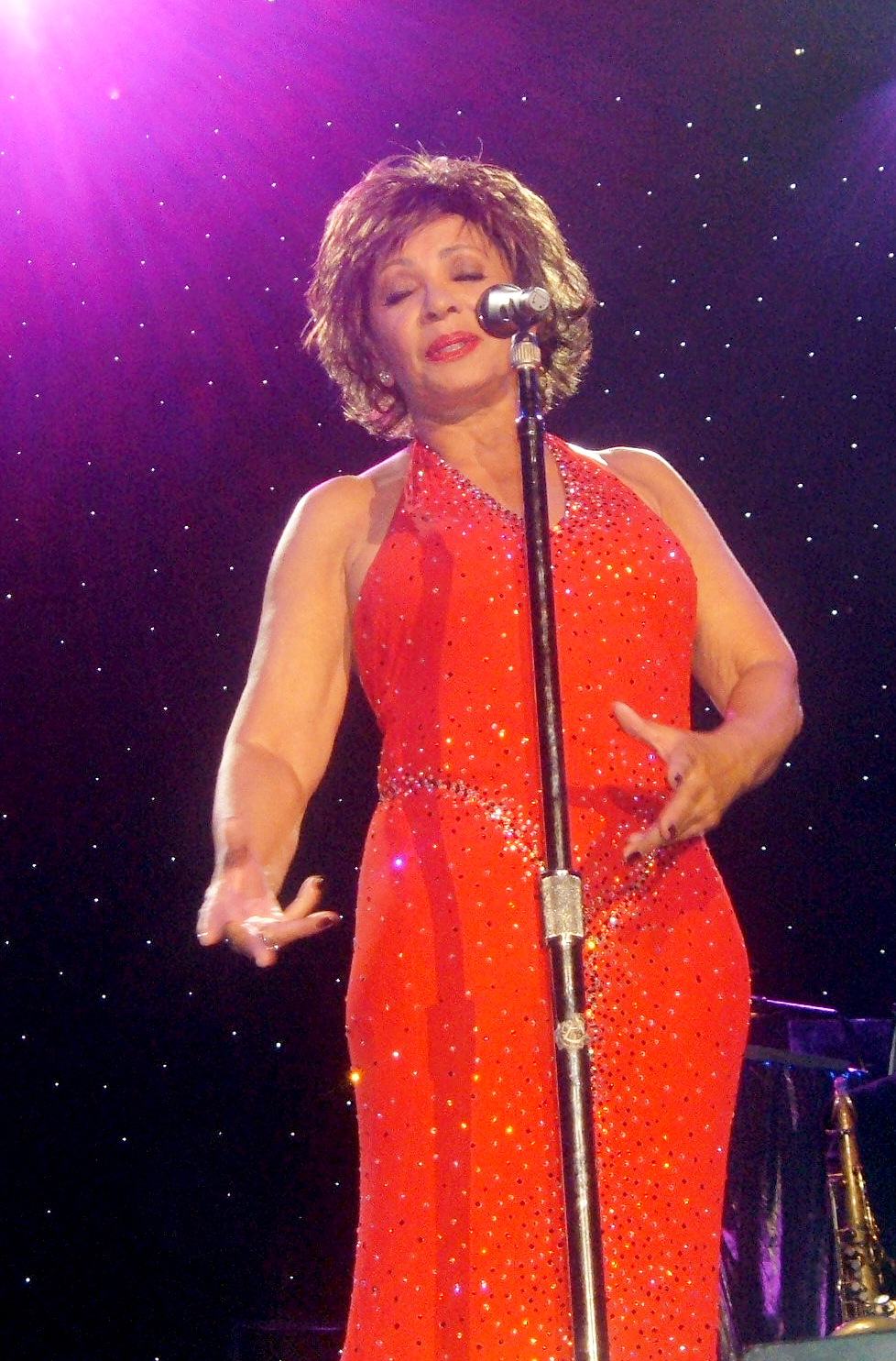
شيرلي في ويمبلي أرينا، 2006

عام 2001، كانت شيرلي الفنانة الرئيسية في حفل عيد ميلاد فيليب دوق إدنبرة الثمانين. في 3 حزيران (يونيو) 2002 كانت أحد المغنين المرموقين الذين غنّوا في حفل اليوبيل المسين للملكة في قصر باكنغهام. احتفلت شيرلي بخمسين عاماً من العمل عام 2003 وأطلقت حينها اسطوانة بعوان «شكراً أيتها السنين» وقد حقق الألبوم مراكز متفوقة ضمن أفضل 20 ألبوم. في مزاد خيري نظم في صالة كريستيز، بيع أحد أثوابها بقية 250,000 جنيه استرليني (نصف مليون دولار) لصالح منح دراسية في كلية ويلز الملكية للموسيقى والدراما ومستشفى سفينة نوح للأطفال.

من اليسار إلى اليمين: ستينغ، ديبي هاري، ليدي غاغا، إلتون جون، شيرلي باسي، بروس سبرينغستين في قاعة كارنيغي 2010

أدخلت إلى المستشفى في موناكو يوم 23 أيار (مايو) عام 2008 لإجراء جراحة عاجلة في المعدة بعد أن اشتكت من آلام في البطن. وقد أجبرت على إلغاء مشاركتها في حفل عيد ميلاد نيلسون مانديلا التسعين بسبب المرض. أطلقت سيرتها بعنوان «السيدة الماسية» عام 2008.
سجلت شيرلي ألبوماً بعنوان الأداء (ألبوم) (2009), مع ملحن جيمس بوند ديفيد آرنولد كمنتج مساعد (مع مايك ديكسون). وقد كتب عدد من الفنانين كلمات الأغاني خصيصاً لها، من بينهم غاري بارلو، توم باكستير، كيه تي تونستول، بت شوب بويز، نيك هودغسون من كايسر تشيفس، جون باري ودون بلاك.
غنّت شيرلي في حفل العيد الثمانين للرئيس ميخائيل غورباتشوف في 30 آذار (مارس) 2011. كما غنّت في حفل توزيع جوائز بريت الكلاسيكية عام 2011، وغنت «الأصبع الذهبية» "Goldfinger" تحيةً لجون باري.
بثّت هيئة الإذاعة البريطانية بي بي سي دراما مدّتها 70 دقيقة بعنوان «شيرلي» في 29 أيلول (سبتمبر) 2011، تصوّر حياة شيرلي الأولى وبداياتها الفنية. لعبت روث نيغا دور البطولة. كانت شيرلي إحدى الفنانين المتابعين للعرض في 4 يونيو 2012 والذي قدّم في حفلة اليوبيل الماسي للملكة في قصر بكنغهام وغنّت «ألماس للأبد». كما غنّت في حفل توزيع جوائز الأوسكار الخامس والثمانون في 24 شباط (فبراير) 2013 احتفاءً بالذكرى الخمسين لأفلام جيمس بوند. وكان ذلك أول ظهور لها في حفل توزيع جوائز الأوسكار كمؤدّية. غنّت أغنيتها «أصبع ذهبية» بحفاوة بالغة.
أدّت شيرلي أغنية «ما زلت هنا» وأغنية «السيدة صعلوك» في 13 تشرين الثاني (نوفمبر) 2014 في حفل منوّعات ملكي بحضور دوق ودوقة كامبريدج.
أطلق ألبومها «مرحباً كما في السابق Hello Like Before» في 17 تشرين الثاني (نوفمبر) 2014. وتصمن إعادة تسجيل ل
«أصبع ذهبية Goldfinger» في الذكرى الخمسين للتسجيل الأول
ودويتو مع بالوما فايث لأغنية "Diamonds Are a Girl's Best Friend" وهي من إنتاج وتنفيذ ستوارت بار.

## وصلات خارجية
- السيدة شيرلي باسي – صفحة الفيسبوك الرسمية
- شيرلي باسي ديسكوغرافي في موقع ديسكوجز
- شيرلي باسي على موقع IMDb (الإنجليزية)
- شيرلي باسي على موقع ميتاكريتيك (الإنجليزية)
- شيرلي باسي على موقع الموسوعة البريطانية (الإنجليزية)
- شيرلي باسي على موقع روتن توميتوز (الإنجليزية)
- شيرلي باسي على موقع مونزينجر (الألمانية)
- شيرلي باسي على موقع ألو سيني (الفرنسية)
- شيرلي باسي على موقع ميوزك برينز (الإنجليزية)
- شيرلي باسي على موقع رولينغ ستون (الإنجليزية)
- شيرلي باسي على موقع قاعدة بيانات برودواي على الإنترنت (الإنجليزية)
- شيرلي باسي على موقع قاعدة بيانات الأفلام السويدية (السويدية)
- مدونة الباسي – fansite
- مشاركات شيرلي باسي في برنامج «هذه حياتك»
- The Songs of Shirley Bassey (archived site) نسخة محفوظة 10 يونيو 2009 على موقع واي باك مشين. – مقابلات مع شيرلي باسي
- The Dame Shirley Bassey Message Board – forum fansite
- Shirleybassey.nl – extensive CD discography with tracklists
- شيرلي باسي سيرة ذاتية على بي بي سي ويلز

قالب:Timeline-links